# Origin (album)
„Origin” – pierwsza studyjna płyta amerykańskiej grupy Evanescence wydana 4 listopada 2000 roku przez wytwórnię BigWig Enterprises.

## Lista utworów
1. Origin” – 0:35
2. Whisper – 3:56
3. „Imaginary” – 3:31
4. „My Immortal” – 4:26
5. „Where Will You Go” – 3:47
6. „Field of Innocence” – 5:13
7. „Even In Death” – 4:09
8. „Anywhere” – 6:03
9. „Lies” – 3:49
10. „Away From Me” – 3:30
11. „Eternal” – 7:22
12. „Listen to the Rain” – 3:14 [piosenkę usunięto z późniejszych wersji albumu]
13. „Demise” – 1:36 [piosenkę usunięto z późniejszych wersji albumu]

## Goście
- Will Boyd – gitara basowa w „Away From Me”
- David Hodges – wokal, keyboard
- Bruce Fitzhugh – wokal w „Lies”
- Stephanie Pierce – wokal w „Lies”
- Suvi Petrajajvri, Sara Moore, Catherine Harris i Samantha Strong (wokal w „Field Of Innocence”)